# Van der Hoeven (geslacht)

Van der Hoeven is een Nederlands geslacht waarvan leden sinds 1815 tot de Nederlandse adel behoren.

## Geschiedenis
De stamreeks begint met Jan Claesz van der Houve(n) die vanaf 1640 als lakenverver te Delft vermeld wordt en tussen 1663 en 1665 overleed. Zijn nageslacht ging onderdeel uitmaken van het stadsbestuur van Rotterdam. Bij Koninklijk Besluit van 16 september 1815 werd Elias van der Hoeven (1778-1858) verheven in de Nederlandse adel.
In 1926 werd het geslacht opgenomen in het genealogische naslagwerk Nederland's Patriciaat.

## Enkele telgen
Claes Jansz. van der Hoeven (1633-1699), lakenverver te Rotterdam, schepen van Rotterdam
- Mr. Johannes van der Hoeven, heer van den Tempel, Berkel en Rodenrijs (1661-1744), onder andere burgemeester van Rotterdam
  - Barbara Johanna van der Hoeven, vrouwe van De Tempel, Berkel en Rodenrijs (1695-1757); trouwde in 1716 met mr. Hendrik van Hees (1694-1748), schepen van Rotterdam, president van de Hoge raad van Holland, Zeeland en West-Friesland, lid van de familie Van Hees
- Philippus van der Hoeven (1663-1747), lakenkoopman, schepen van Rotterdam
  - Mr. Elias van der Hoeven (1698-1767), onder andere burgemeester van Rotterdam
    - Mr. Johan Adriaan van der Hoeven (1732-1800), onder andere burgemeester van Rotterdam
      - Jhr. Elias van der Hoeven (1778-1858), diplomaat
        - Willem van der Hoeven (1823-1885), van 1873-1884 eerste directeur van de Nederlandsch-Amerikaanse Stoomvaart Maatschappij.
          - Jhr. Adrian Heinrich van der Hoeven (1827-1876), ritmeester
            - Jhr. Frederik Adriaan Alexander van der Hoeven (1869-), luitenant, secretaris van legatie in Transvaal, secretaris van het kabinet van koning Ferdinand van Bulgarije, bij keizerlijk besluit van 5 december 1909 ingelijfd in de Russische adel

          - Jhr. mr. Fredrik Philip van der Hoeven (1832-1904), diplomaat

Geslachten die opgenomen zijn in het sinds 1910 verschijnende genealogische naslagwerk Nederland's Patriciaat. Lijst volgens opgave van het CBG Centrum voor familiegeschiedenis.
A · B · C · D · E · F · G · H · I · J · K · L · M · N · O · P · Q · R · S · T · U · V · W · Y · Z
1. ↑  Gevonden in Delpher - Opregte Haarlemsche Courant. www.delpher.nl. Geraadpleegd op 18 juli 2021.